# Naghma
Naghma (en dari : نغمه ښاپېرۍ ; en pachto : نغمه ښاپېرۍ , née le 1er janvier 1964) est une chanteuse afghane qui a commencé sa carrière au début des années 1980. Semblable à celle de Sonny and Cher, elle a chanté aux côtés de Mangal (en) dans les années 1980 et au début des années 1990. Les chansons de Naghma sont principalement en dari et en pachto, les deux principales langues d'Afghanistan.

## Premières années
Naghma a déclaré dans une récente interview sur Daily Mashriq (en) qu'elle était née à Kandahar, en Afghanistan. Son lieu de naissance exact et sa date de naissance ne sont pas indiqués. Elle était la fille aînée d'une famille de cinq garçons et trois filles et reçut le surnom de Shahpari ou Shahpary (نغمه ښاپېرۍ). Son père était Sayed Suleiman Shah, un Farsiwan du district de Deh Sabz (en) de la province de Kaboul. Sa mère Bibi Mashala était une Pachtoune de Kandahar. Les deux principales langues d'Afghanistan étaient parlées dans leur maison. Son père est mort quand Naghma avait cinq ans. Jeune fille, elle a développé un intérêt pour la musique dès l'école primaire à Kandahar. À l'âge d'environ seize ans, elle s'installe à Kaboul avec son oncle paternel et poursuit ses études secondaires à Rabia Balkhi Lece (en), où elle commence à se produire en tant que chanteuse dans un groupe de filles. C'était à peu près à l'époque de la révolution de Saur, lorsque le Parti démocratique populaire d'Afghanistan a pris le contrôle de Kaboul et d'autres régions du pays.

## Carrière
Un an avant de terminer ses études secondaires, elle épousa Mangal (en), un chanteur afghan déjà populaire de la province de Laghman. Ils sont devenus instantanément des célébrités, enregistrant des succès qui sont encore célèbres aujourd’hui. Ses premières chansons étaient basées sur la musique du sud de l'Afghanistan, dont la plupart étaient de nature folklorique.
Elle et sa famille ont quitté l'Afghanistan pour s'installer en Inde pendant environ deux ans, puis à Dubaï, aux Émirats arabes unis. Après y être resté deux ans, la famille s'est rendue au Pakistan. Là, ils ont connu un grand succès auprès d'une foule enthousiaste d'exilés afghans (en) nostalgiques de leur musique natale. Sa situation financière s’était alors considérablement améliorée. En 2000, la famille a immigré aux États-Unis en tant que réfugiée. Naghma et Mangal se sont liés à la communauté afghano-américaine (en) de Californie du Nord.
En mars 2014, elle est devenue la première Afghane à recevoir le Tamgha-e-Imtiaz (en) et la Pride of Performance (en), les plus hautes récompenses présidentielles pakistanaises décernées aux artistes, sportifs, scientifiques et écrivains. Ce fut un moment de fierté pour Naghma, qui a toujours été une voix forte pour les réfugiés afghans au Pakistan. Naghma encourage les réfugiés afghans à essayer de retourner en Afghanistan grâce à son travail humanitaire et à sa musique pour reconstruire le pays.

## Vie privée
Naghma et Mangal ont divorcé en 2006 et ont épousé plus tard le fils de Mohammad Nabi Mohammadi de la province de Logar. Ils ont également rompu le mariage. Naghma a quatre enfants, ils sont Anwar, Khyber, Lima et Madina.

## Discographie
Elle a enregistré plus de 500 chansons sur une période de 32 ans en Afghanistan, au Pakistan et aux États-Unis. Cette liste est incomplète.
Album : « Bachi Hamsaya »
- Bachi Hamsaya'
- Aros
- O Bacha
- Maida Maida
- Nazi Jan
- Ba Yin Sazi Mahali
- Ghataghani
- Shekesta Chelamey
- Imroz
- Tu Ra Meparastam
- O Dilbar Janim
- O Bacha
- Jama Narinje

Album : « Best Of Naghma »
- Charsi Halika Stargi
- Janana ke Pashton
- Halka Daroghjan Mee
- Raghlay Yama Damor
- Za Ba Gidi Rawdim
- Chita Che Zi Mat
- Raza Da Zandgi Sra
- Yara Rana Wrak Nashi
- Janana Rasha Da Shamali
- Hagha Sra Oshan
- Allah Wi Zamazda

Album : « Kabul Nazaneen »
- Salam Afghanistan
- Delbar Jan
- Ghataghani
- Yaram Nest
- Darbigeri
- O Dilbar Janam
- Nazi Jan
- O Bachi Afghan
- Maida Maida Baran
- Em Roz Che Roz Ast

Album : « O Khoda Jan »
- Az America Wa Alman
- O Khuda Jan
- Sharshara Baran
- Shab Amadam
- Bebe Roko Jan
- Kashki Ma
- Man Dokhtari Sherazam
- Mara Az Ashiqi Bas
- Mohabat
- Pesta Forosh

Singes populaires :
- Mazdigar De Ka Nade
- O Bacha Jane Bacha
- Lalaya Hawa Baza
- Kandahar Halika
- Adam Khana Charsi
- Mohabbat
- Mohabbat (Slow Version)
- Lalo Lalo
- Mala Chal Ne Razi
- Akh Janan Me Laro
- Zma Afghanistana
- Loya Khudaya
- Orbal Chapa Kra Bya Rasta
- Akhshe na ni na (Attan De Gada Da)
- Mubarak Di Sha Akhtar
- Lalai de
- Dilbar Zalim Zalim
- Wa Grana
- Nor e Newranawo
- Ay Da Watan Da Abay Roka Zoya
- Afghani Mashoma

Contributions
- The Rough Guide To The Music Of Afghanistan (en), 2010